# モハンマド・ナスィーリー
モハンマド・ナスィーリー・セレシュト (ペルシア語:  محمد نصیری‌سرشت、ラテン表記:Mohammad Nassiri、1945年7月31日 - ) は、イランのテヘラン出身の男子重量挙げ選手。メキシコシティオリンピックの56キロ級重量挙げ金メダリスト。キャリアの中で18度世界記録を破った。世界選手権5度優勝。1995年に国際ウエイトリフティング連盟の殿堂入りに選出された。 

## 統計

### 体のサイズ
(1968夏季オリンピック)
- 身長1.50 cm
- 体重56kg

## 主な競技歴
- オリンピック金メダリスト（1968）
- オリンピック銀メダリスト（1972）
- オリンピック銅メダリスト（1976）
- 世界選手権金メダリスト（1968、1969、1970、1973、1974）
- 世界選手権銀メダリスト（1972）
- 世界選手権銅メダリスト（1966、1971、1976）
- アジア大会金メダリスト（1966、1970、1974）
- アジア大会銀メダリスト（1974）
- 18の世界記録を設定した（プレスで3つ、クリーン＆ジャークで11、トータルで4）